# Жайворонок солончаковий
Жа́йворонок солончаковий (Alaudala cheleensis) — вид горобцеподібних птахів родини жайворонкових (Alaudidae). Мешкає в Центральній і Східній Азії. Раніше вважався конспецифічним з сірим жайворонком, однак був визнаний окремим видом.

## Опис

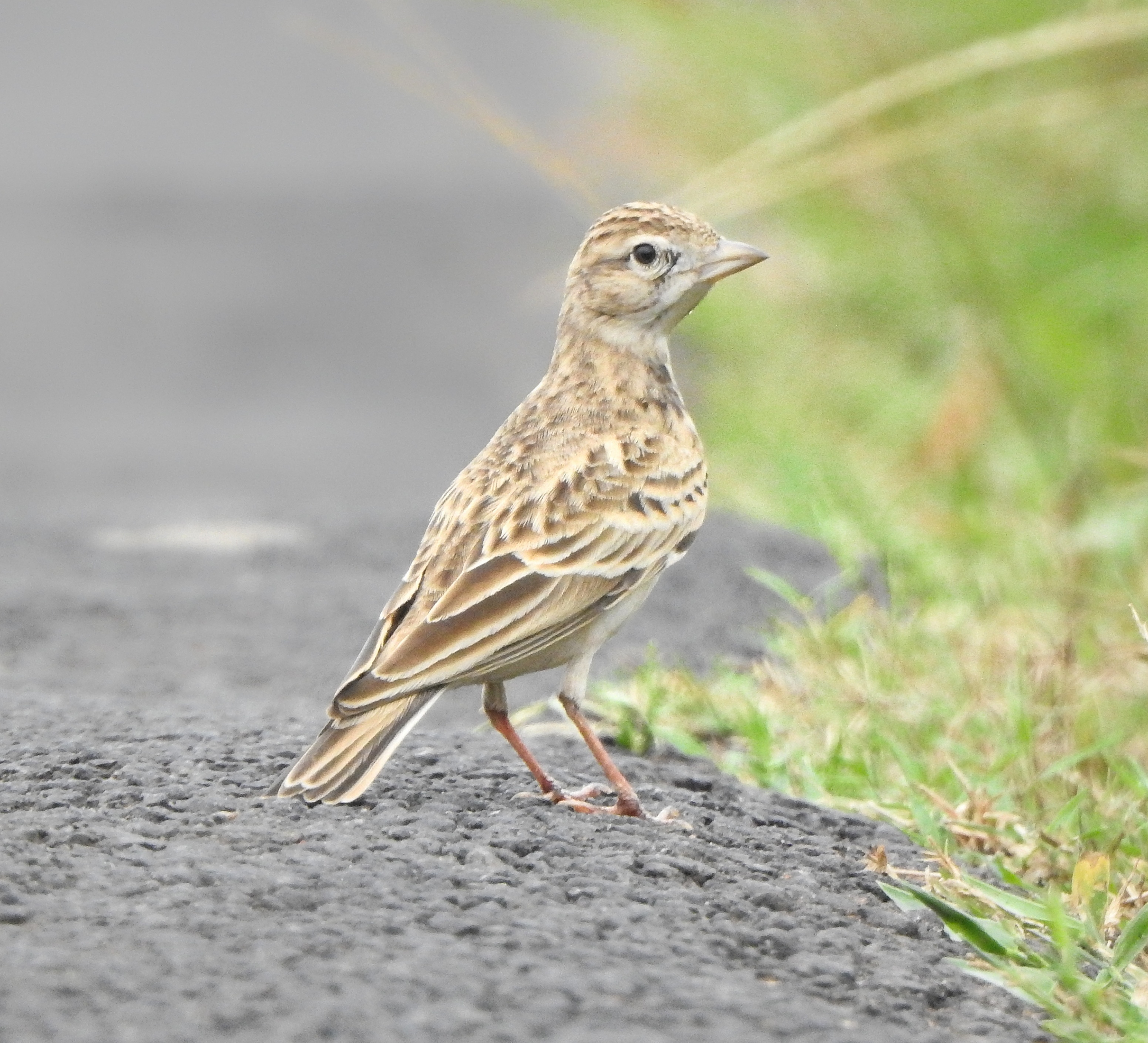
Солончаковий жайворонок

Довжина птаха становить 13—15,5 см, вага 20—24 г. Довжина хвоста становить 6—7 см, довжина дзьоба 7—9 мм. Виду не притаманний статевий диморфізм.
Верхня частина тіла світло-піщана, охристо-сіра або сірувато-коричнева, тім'я і верхня частина спини поцятковані тонкими темними поздовжніми смужками. Махові пера темно-сірувато-коричневі з блідо-коричневими краями, першорядні і другорядні покривні пера крил мають широкі охристі або білуваті кінчики, які формують на крилах дві світлі смуги, помітні в польоті. Хвіст сірувато-коричневі. крайні стернові пера мають білі краї. Скроні і щоки переважно сіро-коричневі, майже без візерунка, навколо очей широкі охристі кільця, передня частина обличчя охриста, на щоках і підборідді вузькі коричнюваті смужки. Нижня частина тіла переважно біла, груди з боків і верхня частина боків мають охристий відтінок, легко поцятковані темними смужками. Райдужки темно-карі, дзьоб світло-роговий, лапи тілесного кольору.
Загалом солончакові жайворонки є досить схожими на сірих жайворонків, однак мають блідіше забарвлення, смуги на верхній частині тіла у них менш чіткі. нижня частина тіла у них загалом менш смугаста, а білі плями на хвості більш помітні.

## Підвиди
Виділяють п'ять підвидів:.
- A. c. leucophaea (Severtsov, 1873) — Туркменістан, Узбекистан (південь Кизилкуму), західний і південний Казахстан, на схід до озера Балхаш і Ферганської долини;
- A. c. seebohmi Sharpe, 1890 — північний захід Китаю (Таримський басейн);
- A. c. kukunoorensis Przevalski, 1876 — північ центрального Китаю і південь Монголії;
- A. c. tuvinica (Stepanyan, 1975) — північний захід Монголії, Тува, південний Алтай;
- A. c. cheleensis Swinhoe, 1871 — Забайкалля, північний схід Монголії і північний схід Китаю.

## Поширення і екологія
Солончакові жайворонки живуть в степах і солончаках. В районі між Аральським морем і озером Балхаш, де ареали сірих і солончакових жайворонків перетинаються, ці птахи зустрічаються виключно в солончаках, а сірі жайворонки — в різноманітних пустельних і степових ландшафтах. Солончакові жайворонки живляться комахами і насінням трав. Вони гніздяться в галбині в землі, яку встелюють сухою травою. В кладці від 4 до 5 білих яєць, поцяткованих дрібними коричневими плямками. Інкубаційний період триває 12 днів, насиджують і самиці, і самці. Пташенята покидають гніздо через 9 днів після вилуплення. В Монголії за сезон може вилупитися два виводки.